# Vitaly Kunin
Vitaly Kunin (russisch Виталий Леонидович Кунин; * 2. Oktober 1983 in Moskau) ist ein deutscher Schachgroßmeister und -trainer russischer Herkunft. Im Jahr 2002 wechselte er zum Deutschen Schachbund.

## Leben
Das Schachspielen lernte er im Alter von vier Jahren. Im Herbst 2001 kam er mit seiner Familie von Moskau nach Darmstadt. Zu diesem Zeitpunkt trug er den Titel FIDE-Meister.
In Deutschland spielt er für den südhessischen Schachverein Freibauer Mörlenbach-Birkenau, Betriebssport für den SK Präsident Berlin. In der französischen Liga Nationale 2 spielt er für Mundolsheim, in der österreichischen 1. Bundesliga bis 2011 für die Spielgemeinschaft Holz Dohr-Semriach, in der Saison 2011/12 für die Spielgemeinschaft Kufstein/Wörgl, in den Saisons 2013/14 und 2015/16 für die Salzburger Mannschaft SIR sowie in der 2019/20 für den SK Bregenz, in Luxemburg am ersten Brett der 1. Mannschaft von Gambit Bonnevoie, mit der er 2017 und 2020 luxemburgischer Mannschaftsmeister wurde, und in der niederländischen Meesterklasse von der Saison 2011/12 bis zur Saison 2017/18 für S. O. Rotterdam und seit 2018 für En Passant Bunschoten-Spakenburg. Von 2017 bis 2019 spielte Kunin mit dem SC Kirchberg in der Schweizer Bundesliga.

## Erfolge
Im Februar 2006 wurde er hinter Thomas Luther Zweiter bei der deutschen Einzelmeisterschaft in Osterburg (Altmark). Die hessische Einzelmeisterschaft gewann er im April 2005 in Offenbach am Main, im April 2006 in Marburg-Marbach und im März 2008 in Hanau-Großauheim. Im Februar 2009 gewann er das 15. Internationale Open in Lienz und im Juli desselben Jahres das Heart-of-Finland-Turnier in Jyväskylä. Im August 2010 gewann er das 25. Open in Schwarzach im Pongau und siegte auch bei den folgenden vier Auflagen des Schwarzacher Opens. Im September 2013 gewann er das 10. Eschborner Schach-Open in Eschborn. Hier gelang ihm der Turniersieg als bisher einzigem Spieler mit fünf Siegen aus fünf Partien. Beim Zürcher Weihnachtsopen hatte er im Dezember 2015 hinter Arkadij Naiditsch den zweiten Platz belegt; das Turnier konnte Vitaly Kunin im Dezember 2019 gewinnen.
Im August 2023 gewann Kunin in Ostfildern die 94. deutsche Einzelmeisterschaft.
Im November 2002 erhielt er den Titel Internationaler Meister, seit Juni 2006 trägt er den Titel Schachgroßmeister. Die Normen für den GM-Titel erzielte er im Januar 2004 beim 4. GM-Turnier in Griesheim, im Mai 2004 bei einem internationalen GM-Turnier in Moskau, im Dezember 2005 beim 11. F. Pripis Memorial in Moskau und bei der deutschen Einzelmeisterschaft 2006 in Osterburg (Altmark).

## Sonstiges
Vitaly Kunin ist diplomierter Sprachwissenschaftler. Er studierte an einer Universität in Moskau.